# Enfermería en los Estados Unidos
Los enfermeros en los Estados Unidos practican enfermería en una amplia variedad de productos especializados.

## Tipos de enfermeros
La enfermería en los Estados Unidos está proveída de varios niveles de profesionales y paraprofesionales.
| Nivel                                                                                     | Típico requerimiento educativo                                                                                                 | Practicantes actuales | Salario anual medio (en dólares estadounidenses) | Alcance de la práctica |
| ----------------------------------------------------------------------------------------- | --- | --------------------- | ------------------------------------------------ | --- |
| Asistente de enfermería certificado (Certified Nursing Assistant - CNA)                   | Curso vocacional de 75 horas.                                                                                                  | 1.534.400             | $24.000 (2012)                                   | Los asistentes de enfermería certificados están entrenados para llevar a cabo un rango limitado de procedimientos en apoyo a los enfermeros registrados, cuya supervisión es generalmente requerida para las tareas de los asistentes. Estos incluyen tomar signos vitales, desechar medicamentos bajo receta, dar baños a los pacientes y mover pacientes en sillas de ruedas. |
| Enfermero práctico licenciado (Licensed Practical Nurse - LPN)                            | Curso vocacional de un año. | 738.400               | $41.540 (2012)                                   | En adición a las responsabilidades de un asistente de enfermería, un enfermero práctico licenciado (LPN) además está generalmente calificado para administrar inyecciones, brindar masajes terapéuticos, preparar pacientes para procedimientos quirúrgicos, mantener registros de pacientes, cambiar vendajes y apósitos. En ocasiones administrar goteos intravenosos. Los enfermeros prácticos licenciados son responsables de comunicar necesidades del paciente al personal médico. |
| Enfermero registrado (Registered Nurse - RN)                                              | Terciario en enfermería (Associate in Science Nursing) o carrera universitaria en Enfermería (Bachelor of Science in Nursing). | 2.711.500             | $65.470 (2012)                                   | En adición a las tareas de los asistentes de enfermería y enfermero prácticos licenciados, los enfermeros registrados están calificados para hacer diagnósticos de enfemería y supervisar el trabajo de los asistentes de enfermería y los enfermeros prácticos licenciados. |
| Enfermero practicante registrado avanzado (Advanced Registered Nurse Practitioner - ARNP) | Educación de posgrado en aspectos especializados de enfermería y licenciaturas de enfermeros registrados (universitarios).     | 151.400               | $96,460 (2012)                                   | Enfermeros practicantes registrados avanzados incluye enfermeros parteros, enfermeros practicantes (quienes pueden diagnosticar y recetar medicamentos), enfermeros clínicos especialistas y enfermeros anestesistas. |
| Doctor en práctica de enfermería (Doctor of Nursing Practice - DNP)                       | doctorado |                       |                                                  | Usualmente involucrado en proyectos comunitarios y profesional académico de enfermería. |
| Doctor en filosofía (Doctor of Philosophy - PhD)                                          | doctorado |                       |                                                  | Usualmente involucrado en los fundamentos y la teoría de enfermería e investigación. |

## Educación
Los enfermeros registrados generalmente reciben preparación básica a través de una de las siguientes cuatro vías:
1. Diploma en enfermería: graduación con un certificado de tres años de un hospital escuela de enfermería. Pocos de estas carreras se encuentran en los Estados Unidos, por lo tanto, la proporción de enfermeros ejerciendo con diplomas está rápidamente decreciendo.
2. Terciario en enfermería: Graduación de una carrera de grado que brinda un grado terciario en enfermería. Esto lleva de dos a tres años en un terciario con un fuerte énfasis en conocimiento y habilidades clínicas.
3. Carrera universitaria en enfermería: Graduación de una universidad, en un programa de 4 a 5 años que brinda un bachillerato de ciencias en enfermería con énfasis en liderazgo e investigación, así como también, cátedras enfocadas en conocimientos y habilidades clínicas.
4. Maestría en Ciencias en Enfermería de entrada genérica (posgrado): Graduación de una universidad, carrera de uno a tres años, que brinda un grado de maestría en ciencias en enfermería con énfasis en liderazgo e investigación así como cátedras enfocadas en experiencia clínica para estudiantes que tienen un título universitario en otra área diferente a enfermería.

Además hay programas especiales de enfermeros prácticos licenciados a enfermeros registrados. En adición, hay bachilleratos acelerados de enfermería que llevan 1 año y medio a 2 años para gente que ya tiene un título universitario en otras disciplinas, tales como terapeutas respiratorios y paramédicos o médicos militares. Los graduados en todos los programas, una vez licenciados, son elegibles para empleo como personal básico de enfermería.
Los prerrequisitos para estudiar enfermería dependen de la institución, las carreras universitarias requieren más cátedras, en general, que las carreras terciarias. Las cátedras usuales incluyen tres años de matemática, tres años de ciencias, incluyendo biología y química, cuatro años de inglés y dos años de lengua. Adicionalmente, desarrollo humano, anatomía humana con laboratorio, fisiología humana con laboratorio, microbiología con laboratorio, nutrición y composición en inglés también pueden ser requeridos. Se espera que los aplicantes generalmente tengan un promedio alto especialmente en las materias más importantes anatomía, microbiología, química y fisiología.
Una cátedra típica en cualquier nivel incluye tópicos de anatomía y fisiología, epidemiología, farmacología y administración de medicación, psicología, ética, teoría de enfermería y asuntos legales en enfermería. 
Todos los caminos que llevan a la práctica de enfermería requieren que el candidato reciba entrenamiento clínico en enfermería. El cuidado administrado por el estudiante de enfermería está bajo supervisión académica en un hospital o en otro marco de práctica. Las cátedras clínicas típicamente incluyen:
- Enfermería materno-infantil.
- Enfermería pediátrica.
- Enfermería médico-quirúrgica de adultos.
- Enfermería geriátrica.
- Enfermería psiquiátrica.

Mientras están en entrenamiento clínico, los estudiantes de enfermería son identificados con un uniforme especial que los distingue de los profesionales licenciados.
En muchas carreras de enfermería en los Estados Unidos, un examen computarizado es dado antes, durante y luego de completar la carrera para evaluar al estudiante y los resultados de la carrera que completó. El examen que se toma al finalizar la carrera, mide la preparación del estudiante para el NCLEX-RN (que es el examen de licencia del Consejo Nacional para enfermeros registrados) or NCLEX-PN (para enfermeros prácticos). Este examen identifica las fortalezas y debilidades en áreas de remediación previo a tomar el examen del consejo nacional. Aunque no todas las carreras de enfermería utilizan este método, su uso se ha incrementado en los últimos tres o cuatro años.
Es común que los enfermeros registrados busquen educación adicional para obtener un maestría en ciencias o un doctorado en enfermería para prepararse para liderazgo o roles de práctica avanzada. Las posiciones administrativas y académicas cada vez buscan más candidatos que tengan un grado avanzado en enfermería. Muchos hospitales ofrecen becas y asistencia a enfermeros que quieren continuar con su educación.
Muchos enfermeros voluntariamente buscan una certificación de especialización a través de organizaciones profesionales y organismos certificadores con el fin de demostrar conocimiento y habilidades avanzadas en el área de especialización.
La mayoría de los estados y territorios de Estados Unidos requieren que los enfermeros registrados se gradúen de una carrera de enfermería acreditada lo que permite que los candidatos tomen el examen NCLEX-RN, un examen estandarizado administrado a través del consejo nacional de la asociación estatal de enfermería. Aprobar el NCLEX-RN es requerido para tener una licencia estatal como enfermero registrado.
Los enfermeros de otros países necesitan ser proficientes en inglés y tener credenciales educativas evaluadas por una asociación conocida como la Comisión de graduados de facultades de enfermería extranjeras (Commission on Graduates of Foreign Nursing Schools) previo a ser permitidos tomar el examen de licenciatura de Estados Unidos.

## Regulación legal
El gobierno regula la profesión para proteger al público.
Los diferentes estados de Estados Unidos tienen autoridad sobre la práctica de la enfermería. El alcance de la práctica está definida por leyes de los estados y por regulaciones administradas por la asociación de enfermeros de cada estado.
Muchos estados han adoptado la ley modelo de práctica de enfermería y el modelo de reglas administrativas creado por el consejo nacional de asociaciones estatales de enfermeros (National Council of State Nursing Boards - NCSNB). Adicionalmente, muchas asociaciones estatales de enfermeros modelan sus requisitos de licencia en el núcleo uniforme de requisitos de licencias, el cual establece los principios de desarrollo y evaluación de competencias.
Los enfermeros pueden ser licenciados en más de un estado, ya sea por examen o endoso de licencia emitido por otro estado. Además, los estados que han adoptado el acuerdo de licencia de enfermeros permiten a enfermeros licenciados en uno de los estados practicar en otros a través del reconocimiento mutuo de licencia. 
Las licencias deben ser renovadas periódicamente. Algunos estados requieren educación continua con el fin de renovar licencias.

## Demanda de enfermeros en los Estados Unidos
La demanda de enfermeros ha ido en aumento por varios años, estimulada por varios factores económicos y demográficos. Se proyecta que la demanda de enfermeros estará en alza en el futuro previsible (un incremento del 23% entre 2006 y 2016, según el departamento de trabajo de los Estados Unidos).
Entre los candidatos a trabajos de enfermería que están en alta demanda se incluye enfermeros registrados, enfermeros prácticos licenciados, asistente de enfermería certificado y asistente médico certificado.
El porcentaje de aumento estimado por el Departamento de Trabajo por tipo de empleador de enfermería es:
- 25% - Consultorios médicos
- 23% - Servicios de atención médico domiciliaria
- 34% - Centros de atención ambulatoria, excepto salud mental y abuso de sustancias.
- 33% - Servicios de empleo
- 23% - Hospitales médicos y quirúrgicos generales, públicos y privados
- 23% - Instalaciones de servicio de enfermería

## Razones de la escasez de enfermería en los Estados Unidos
La escasez de enfermeros en los Estados Unidos se debe a varios factores. En primer lugar, hay un aumento significativo en el tamaño de la población, especialmente en la población de personas mayores, a una tasa que supera la oferta de profesionales de enfermería calificados. La población de personas mayores ejerce una gran carga sobre los enfermeros y otros profesionales de la salud debido a la mayor prevalencia de enfermedades crónicas en este grupo demográfico. A medida que las personas envejecen, aumenta la probabilidad de desarrollar al menos una enfermedad crónica. En los Estados Unidos, más del 80% de las personas mayores sufren de una o más enfermedades crónicas (Barrett). Actualmente, más de 117 millones de estadounidenses se ven afectados por enfermedades crónicas (Sambamoorthi et al. 825). Se espera que la generación del baby boom contribuya aún más al crecimiento de la población de personas mayores, proyectada para superar los 80 millones de personas para 2030 (Kelly). Entre 2015 y 2020, mientras se estima que la población nacional crecerá un 3.9%, se espera que la población de personas mayores crezca un 17% (Kelly). El crecimiento de la población y la carga de enfermedades crónicas no solo aumentan la carga de trabajo de los enfermeros, sino que también agravan la escasez de enfermería.
Otro factor que contribuye es la alta tasa de rotación del personal de enfermería, junto con la expansión de la cobertura de seguro de salud, lo que genera una mayor demanda de servicios de atención médica y acentúa aún más la escasez de enfermeros existente. La Ley de Cuidado de Salud Asequible ha ampliado la cobertura de seguro de salud, pero no ha abordado adecuadamente la escasez de proveedores de atención médica, incluyendo enfermeros, lo que ha resultado en una escasez de proveedores de atención (Cassidy). Además, las altas tasas de rotación entre los profesionales de enfermería tienen un impacto perjudicial. Por ejemplo, aproximadamente el 13% de las enfermeras recién licenciadas cambian de empleo dentro del primer año (Rosseter). Algunas enfermeras que abandonan su trabajo clínico reducen la fuerza laboral disponible, lo que resulta en una capacidad disminuida para brindar atención.
Por último, la fuerza laboral de enfermería envejecida presenta un desafío en términos de reemplazo, mientras que las escuelas de enfermería luchan por producir un número suficiente de profesionales para satisfacer la creciente demanda. Según estimaciones del censo de Estados Unidos, más de 19.6 millones de trabajadores estadounidenses tendrán al menos 65 años, lo que representa el 19 % de toda la fuerza laboral (Harrington y Heidkamp 1). Se proyecta que la población en edad laboral, entre 25 y 54 años, crecerá solo un 2%, mientras que el grupo de 65 años o más aumentará en un 75% (Harrington y Heidkamp 1). A pesar de esta creciente necesidad, las escuelas de enfermería no logran cubrir la brecha adecuadamente. De hecho, las escuelas de enfermería en los Estados Unidos rechazaron a 67,563 solicitantes calificados tanto para programas de posgrado como de licenciatura debido a la falta de personal docente y recursos insuficientes (Littlejohn et al. 23). Estas estadísticas indican una falta de preparación por parte de las escuelas de enfermería y las autoridades relevantes para abordar la escasez y proporcionar un número adecuado de profesionales de la salud para satisfacer la demanda actual y futura.